# Urosthenes
Urosthenes è un genere di pesci ossei estinto, di incerta collocazione sistematica e forse imparentato con i paleonisciformi. Visse nel Permiano inferiore (circa 290 - 280 milioni di anni fa) e i suoi resti fossili sono stati ritrovati in Australia.

## Descrizione
Lungo circa 20 - 30 centimetri, questo pesce possedeva una morfologia peculiare, soprattutto se raffrontata a quella di altri pesci ossei arcaici del Paleozoico. Urosthenes possedeva infatti un corpo dalla forma ellittica o quasi circolare, dotato di una testa alta e di un muso molto corto. La pinna dorsale era molto ampia e a forma di vela, ed era posizionata nella parte posteriore del corpo. La pinna anale era pressoché speculare a quella dorsale, e anch'essa era alta e dalla base larga. Le pinne ventrali erano molto avanzate, anch'esse grandi, ed erano posizionate quasi al di sotto delle pinne pettorali, di misura simile. La pinna caudale, come in tutti gli attinotterigi arcaici, era dotata di un lobo superiore robusto a causa della presenza della colonna vertebrale. Al contrario di molti attinotterigi arcaici, le scaglie erano sottili.

## Classificazione
Urosthenes venne descritto per la prima volta da Dana nel 1848, sulla base di fossili ritrovati in Australia in terreni del Permiano inferiore. La specie tipo è Urosthenes australis. In seguito, Arthur Smith Woodward descrisse una nuova specie, U. latus, di maggiori dimensioni, e istituì la famiglia Urostheneidae, provando a rapportarla con altri pesci ossei paleozoici e riscontrando alcune affinità con Pygopterus. In ogni caso, Urosthenes attualmente non gode di una classificazione chiara. Alcuni lo considerano un rappresentante aberrante dei paleonisciformi, altri preferiscono considerarlo un membro dei condrostei ma dall'incerta collocazione sistematica.

## Paleobiologia
Urosthenes doveva essere un nuotatore marino lento e abile. Doveva cibarsi di piccoli animali o forse di alghe.